# Paul Hirsch (Historiker)
Paul Hirsch (* 10. März 1883 in Mannheim; † 17. Juni 1961 in Heidelberg) war ein deutscher Historiker.

## Leben und Wirken
Der Sohn einer Mannheimer Unternehmerfamilie studierte Geschichte in Heidelberg, Berlin und Straßburg. Hirsch besuchte auch kunsthistorische, archäologische, klassisch-philologische und juristische Vorlesungen. Bei Harry Bresslau wurde er promoviert mit einer Arbeit über die Erhebung Berengars I. von Friaul zum König von Italien. Hirsch gehörte zum Straßburger Arbeits- und Freundeskreis um Hans Wibel, Walter Lenel, Robert Hedicke, Alfred Hessel und Paul Wentzcke. Hirsch hatte auch nach dem Tod seines akademischen Lehrers Bresslau ein enges Verhältnis zu dessen Familie. Hirsch arbeitete als Assistent von Marc Rosenberg an dessen dritter Auflage Der Goldschmiede Merkzeichen. Er nahm den christlichen Glauben an und ehelichte eine „Nichtjüdin“. Die sogenannte „privilegierte Mischehe“ schützte ihn im Nationalsozialismus zunächst vor Verfolgungen. Das Ehepaar gewährte vielfach verfolgten Juden Schutz. Ab 1941 musste Hirsch den Judenstern tragen. Ihm wurde der Zugang zur Bibliothek und zur Universität verwehrt. Sein privates Umfeld verhinderte im Februar 1945 seine Deportation, indem es ihn durch fiebererzeugende Mittel transportunfähig machte. Ab Sommersemester 1947 hatte er einen Lehrauftrag für mittelalterliche Quellenkunde an der Universität Heidelberg.
Sein Arbeitsschwerpunkt war die Geschichte Italiens im 9. und 10. Jahrhundert. Eine angestrebte Übersetzung der Langobardengeschichte des Paulus Diaconus wurde nicht vollendet. Hirsch erforschte auch die jüdische Geschichte. Im Auftrag der Monumenta Germaniae Historica übernahm Hirsch ab 1914 mit der Edition der Sachsengeschichte des Widukind von Corvey eine der wichtigsten Quellen zur Geschichte des 10. Jahrhunderts. Finanzielle und berufliche Schwierigkeiten verzögerten die Fertigstellung der Edition. Bresslau versuchte vergeblich eine Anstellung für seinen Schüler Hirsch bei der badischen Regierung zu erreichen. Der Mannheimer Altertumsverein strich ihn aus seiner Mitgliederliste. Die Aufnahme in den Reichsverband deutscher Schriftsteller wurde ihm verwehrt. Hirsch fürchtete wegen seiner jüdischen Abstammung, dass die Ausgabe nicht unter seinem Namen erscheinen könne und einen Verriss aus antisemitischen Motiven. Erst 1935 konnte die Widukind-Ausgabe erscheinen. Paul Fridolin Kehr hatte als Präsident der Monumenta Germaniae Historica das Erscheinen der Ausgabe unter Hirschs Namen noch zwei Jahre nach der „Machtergreifung“ ermöglicht. Hirsch hatte im Juli 1934 noch Verständnis geäußert, für Kehrs mögliche Entscheidung „einem von allen Hemmungen der Vergangenheit – der Überlieferung, der unglücklichen Inangriffnahme wie auch wohl der Abstammung – unbeschwerten, im neuen Geist der Wissenschaft, wie überhaupt des umgestalteten Denkens, arbeitenden Glücklicheren Platz zu machen“.
Nikola Becker befasste sich mit den drei heute weniger bekannten jüdischen Mitarbeitern der Monumenta Germaniae Historica Paul Hirsch, Erika Sinauer und Josef Juncker. Sie kam zum Fazit, dass der Aderlass der deutschen Wissenschaft infolge der nationalsozialistischen Judenverfolgung und -vernichtung auch die Monumenta Germaniae Historica betraf.

## Veröffentlichungen
- mit Hans-Eberhard Lohmann: Widukindi monachi Corbeiensis rerum gestarum Saxonicarum libri tres. = Die Sachsengeschichte des Widukind von Korvei (= Monumenta Germaniae Historica. Scriptores. 7: Scriptores rerum Germanicarum in usum scholarum separatim editi. Bd. 60). 5. Auflage. Hahn, Hannover 1935 (Digitalisat).